# Carlos Lopes (Guinee-Bissau)

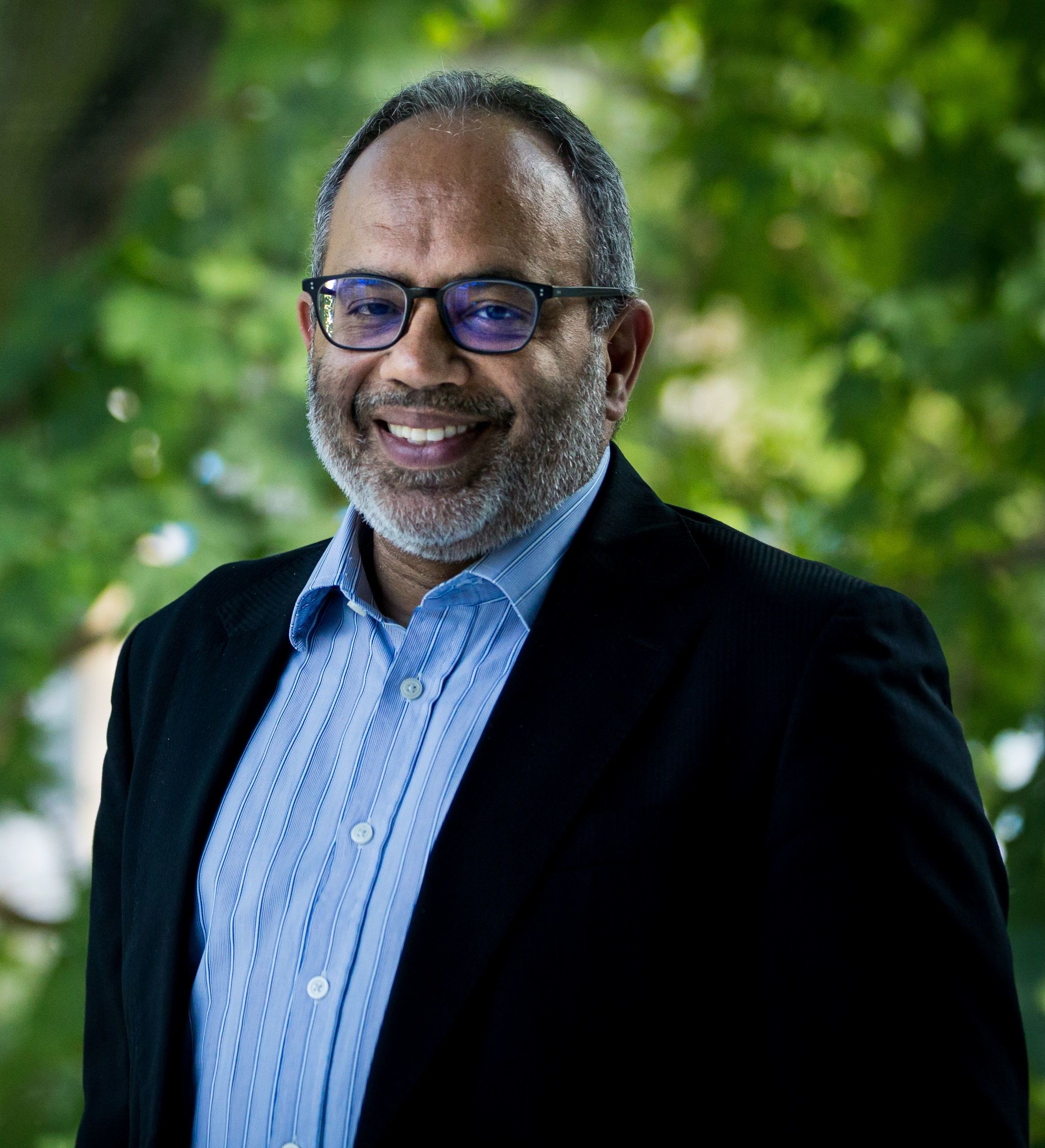
Carlos Lopes

Carlos Lopes (Canchungo, 1960) is een Guinee-Bissaus ambtenaar. 

## Biografie
Lopes studeerde ontwikkelingsstudies aan de universiteit van Genève tussen 1978 en 1984. Vervolgens doctoreerde hij in de geschiedenis aan de Sorbonne. In 1988 start hij als ontwikkelingseconoom voor het ontwikkelingsprogramma van de VN. Tussen 2005 en 2012 was hij adviseur van de VN-secretarissen-generaal Kofi Annan en Ban Ki-Moon. Van 2012 tot 2018 is Lopes directeur van de Economische Commissie voor Afrika (UNECA). Sinds 2018 is hij hoge vertegenwoordiger van de Economische Commissie van de Afrikaanse Unie. 
Daarnaast doceert hij aan de universiteit van Kaapstad en is hij gastdocent aan de London School of Economics en Sciences Po.